# Beleg van Kampen (1572)
Het Beleg van Kampen vond plaats van 9 tot 11 augustus 1572 onder leiding van Willem IV van den Bergh, een zwager van Willem van Oranje. Het beleg was een onderdeel van Oranjes tweede invasie tijdens de Tachtigjarige Oorlog.

## Aanloop
Nadat van den Bergh verscheidene plaatsen in Gelre had veroverd, waaronder Zutphen, trok hij op naar Kampen (Deventer sloeg hij over omdat daar een Waals garnizoen gelegerd was, dat aan de zijde van Spanje stond). Op 9 augustus verscheen hij met zijn kleine geuzenleger voor Kampen. Vooraf hadden Kampen en Zwolle overleg gepleegd of ze ter verdediging net als Deventer een Spaans garnizoen zouden toelaten binnen hun poorten, maar omdat zij ook verschikt waren van dezen, werd besloten de verdediging zelf ter hand te nemen.

## Beleg
Willem van den Bergh spoorde de stad aan zich over te geven en aan te sluiten bij de Opstand; hij toonde hierbij brieven van de prins van Oranje, waarin verlossing van de Spaanse onderdrukking, handhaving der voorrechten en godsdienstvrijheid werden beloofd. Maar de stadsraad weigerde en aldus begon de belegering. De verdediging kon moeilijk gevoerd worden, omdat een gedeelte van de burgers zich wilde overgeven; een aantal gildemeesters onderhandelde zelfs buiten de raad om met de geuzen. Een in allerijl gezonden verzoek aan de stad Zwolle om bijstand te verlenen en dit tevens te vragen aan de stad Deventer en de (koningsgezinde) stadhouder van Overijssel, Gilles van Berlaymont, kwam te laat. De druk van binnenuit werd zo groot dat de raad op de elfde augustus ten slotte zich overgaf en Kampen zich aansloot bij de prins.

## Nasleep
Drie dagen na de inname van Kampen nam van den Bergh zonder slag of stoot ook Zwolle in op 14 augustus. De bezetting in Kampen was niet van lange duur. Half november hoorde men in Kampen het nieuws over de herovering van Zutphen door Spaanse troepen onder bevelhebber Don Frederik. Geschiedschrijving tot in de 21e eeuw maakte melding dat hierbij honderden inwoners geëxecuteerd werden, het 'Bloedbad van Zutphen'. Nader onderzoek heeft duidelijk gemaakt dat dit beeld onjuist is.  
Prinsgezinde burgers vluchtten uit Kampen daarop met bootjes naar Genemuiden. De ruiters van Willem van den Bergh vluchtten 's avonds op 18 november de stad uit. Op de ochtend van 19 november vluchtte de graaf met het voetvolk de stad uit. Niet zoals zijn zwager naar Holland, maar naar Münster, uit lijfsbehoud. Zijn hoogzwangere vrouw moest hij onderweg achterlaten. De magistraat van Kampen en Zwolle gingen naar Zutphen toe, om zich bij Don Frederik, aan de Spaanse koning te onderwerpen en hem om genade te smeken. Dit voorbeeld kreeg op het Kwartier van Veluwe een snelle navolging. Steden als Harderwijk, Hattem, Elburg en Amersfoort onderwierpen zich. Steden die dat niet deden en zich verzetten, zoals Naarden en Haarlem werden na de Spaanse herovering gestraft.